# گیسوکمند
گیسوکمند یا ژولیده (به انگلیسی: Tangled) یک فیلم کمدی ماجراجویی موزیکال پویانمایی سه بعدی رایانه‌ای آمریکایی محصول ۲۰۱۰ است که توسط استودیو انیمیشن والت دیزنی تولید و توسط والت دیزنی پیکچرز منتشر شده‌است. این فیلم که بر پایهٔ «راپانزل» یک افسانه آلمانی از مجموعه داستان‌های عامیانه از برادران گریم ساخته شده‌است، پنجاهمین فیلم بلند پویانمایی دیزنی است. این فیلم با صدای مندی مور، زکری لی‌وای و دونا مورفی، داستان راپانزل، شاهدخت گمشده و جوانی با موهای بلوند بلند جادویی را روایت می‌کند که مشتاق ترک برج خلوت خود است. برخلاف میل مادر قلابی‌اش، او کمک یک دزد را می‌پذیرد تا او را به دنیایی که هرگز ندیده‌است، ببرد.
عنوان فیلم پیش از اکران تحت نام راپانزل (به انگلیسی: Rapunzel) معرفی شد اما بعداً به Tangled (ژولیده، درهم) تغییر یافت تا از نظر جنسیتی خنثی به بازار عرضه شود. گیسوکمند شش سال را صرف تولید با هزینه ای بالغ بر ۲۶۰ میلیون دلار کرد که اگر درست باشد، آن را به پرهزینه‌ترین فیلم پویانمایی و یکی از پرهزینه‌ترین فیلم‌های تمام دوران تبدیل می‌کند. این فیلم از سبک هنری منحصربه‌فردی استفاده می‌کند که در آن با ترکیب ویژگی‌های تصاویر رایانه‌ای، پویانمایی سنتی و استفاده از رندر غیرعکاسی تصور یک نقاشی ایجاد می‌شود. آهنگساز آلن منکن که پیشتر روی پویانمایی‌های دیزنی کار کرده بود، برای آهنگسازی گیسوکمند بازگشت.
گیسوکمند در ۱۴ نوامبر ۲۰۱۰ در تئاتر ال کاپیتان به نمایش درآمد و در ۲۴ نوامبر اکران عمومی شد. این فیلم ۵۹۲ میلیون دلار از باکس آفیس در سراسر جهان به دست آورد، ۲۰۰ میلیون دلار آن در ایالات متحده و کانادا به دست آمد که آن را به هشتمین فیلم پرفروش سال ۲۰۱۰ و سی‌وششمین فیلم پویانمایی پرفروش تمام دوران‌ها تبدیل کرده‌است. منتقدان این فیلم را برای پویانمایی، نویسندگی، شخصیت‌هایش و موسیقی آن تحسین کردند. این فیلم نامزد جوایز متعددی از جمله بهترین ترانهٔ اصلی در هشتاد و سومین دوره جوایز اسکار شد و در ۲۹ مارس ۲۰۱۱ بر روی بلوری و دی‌وی‌دی منتشر شد. از این فیلم تاکنون یک دنبالهٔ کوتاه با نام گیسوکمند تا ابد در سال ۲۰۱۲ یک تله‌فیلم با نام گیسوکمند: پیش از تا ابد در سال ۲۰۱۷ و یک سریال تلویزیونی سه فصلی به نام ماجراجویی راپانزل گیسوکمند (۲۰۱۷—۲۰۲۰) منتشر شده‌اند.

## داستان

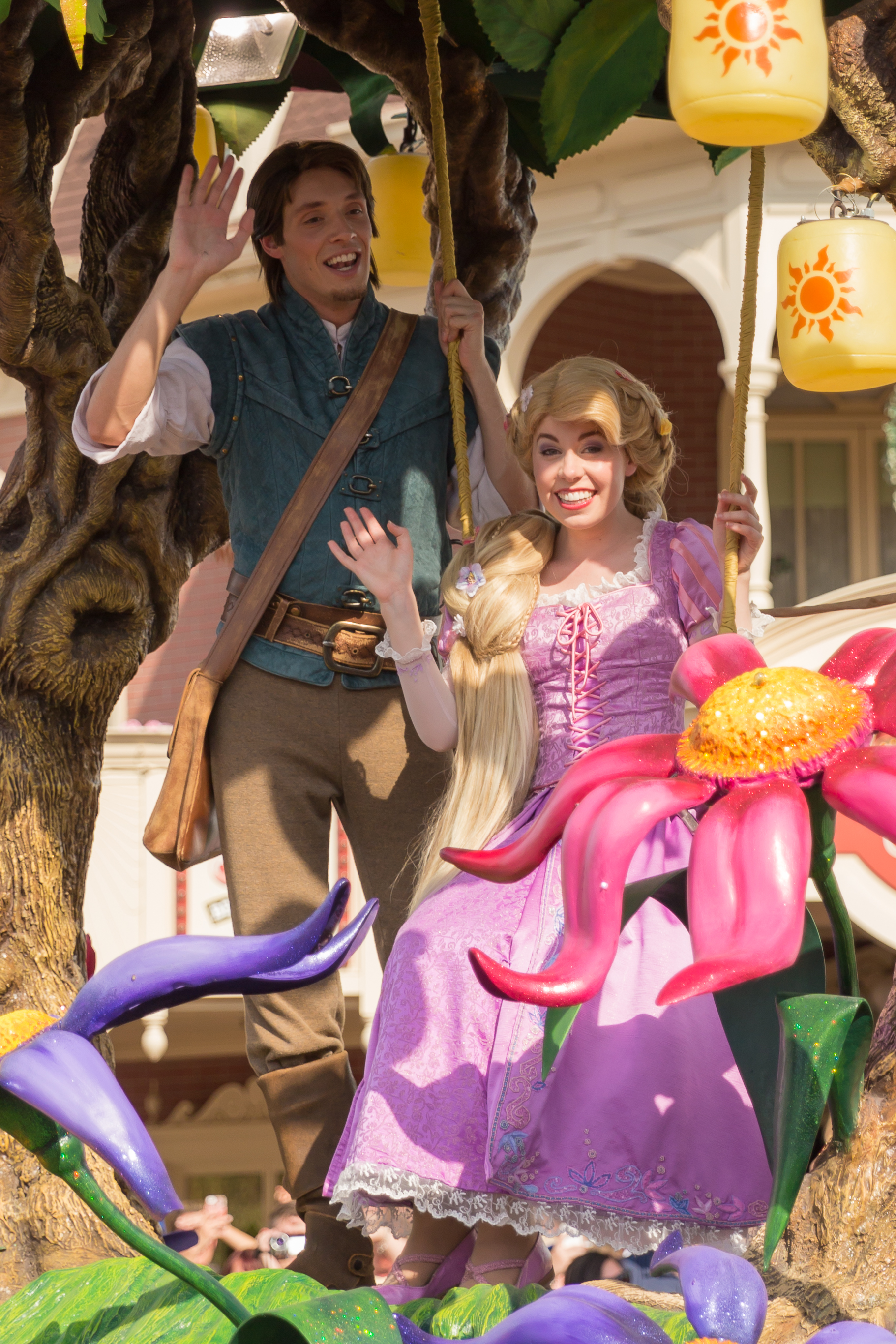
دو نفر با گریم فیلم گیسوکمند

قطره‌ای از خورشید روی زمین می‌چکد و از آن گلی طلایی‌رنگ می‌روید. پیرزنی جای آن گل را پیدا می‌کند و خود را به وسیلهٔ آن جوان می‌کند. او نمی‌خواهد که بقیه جای آن گل را پیدا کنند و به خاطر همین این موضوع را به هیچ‌کسی نمی‌گوید و خودش هرچند وقت یک‌بار به کنار آن گل می‌رود و با خواندن آواز نیرو و زیبایی جوانی خود را پس می‌گیرد. تا این‌که ملکه باردار می‌شود و در بستر بیماری می‌افتد. مردمان شهر همه به دنبال دارویی برای بیماری وی هستند. آن‌ها این گل طلایی را پیدا می‌کنند و جوشاندهٔ آن را به ملکه می‌دهند. ملکه حالش خوب می‌شود و دختری (راپانزل) با موهای طلایی به دنیا می‌آورد. آن‌ها در روز تولد او بالنی نورانی به آسمان می‌فرستند. آن پیرزن که زندگی خود را در خطر می‌بیند تصمیم می‌گیرد تا تکه‌ای از موهای او را بدزدد، وقتی شبانه به کاخ می‌رود متوجه می‌شود که با بریدن موها، آن‌ها به رنگ قهوه‌ای درمی‌آیند و قدرت خود را از دست می‌دهند. برای همین راپانزل را می‌دزدد. او را به برجی در دوردست‌ها می‌برد و او را بزرگ می‌کند و هر بار که راپانزل آواز می‌خواند او جوان می‌شود. پیرزن به راپانزل اجازه نمی‌دهد که از برج بیرون برود. از آن طرف هم ملکه و پادشاه هرسال به مناسبت تولد راپانزل هزاران بالن نورانی به آسمان می‌فرستند و راپانزل آرزو دارد تا این صحنه را از نزدیک ببیند؛ ولی نامادری‌اش به او اجازه نمی‌دهد و می‌گوید که بیرون دنیای تاریک و خطرناکی است.

از طرف دیگر داستان زندگی پسری به نام یوجین (با نام مستعار فلین رایدر) نشان داده می‌شود که به همراه دو فرد شرور دیگر به دزدی می‌روند و تاج شاهزاده گمشده را می‌دزدند. یوجین دزد معروفی است و تمام شهر به دنبال او هستند. او سر دو شریک دیگرش را کلاه می‌گذارد و با تاج فرار می‌کند و وقتی که اسب فرمانده سپاه (ماکسیموس) به دنبال اوست، او به‌طور اتفاقی برج راپانزل را پیدا می‌کند و از آن بالا می‌رود. نامادری راپانزل برای خرید به بیرون رفته و راپانزل تنهاست. او ابتدا فکر می‌کند یوجین آدم بدی‌ست ولی به زودی با او خوب می‌شود و می‌گوید اگر او را به شهر ببرد تا پرواز بالن‌های نورانی را ببیند او هم تاج را به او برخواهد گرداند. یوجین قبول می‌کند و او را می‌برد؛ ولی در این سفر آن‌ها با خطرهای مختلفی از جمله گاردهای شاهنشاهی و دوستانی که یوجین سرشان را کلاه گذاشته بود روبه‌رو می‌شوند، ولی به کمک هم از پس این‌ها برمی‌آیند و در این بین به هم علاقه‌مند می‌شوند.
هم‌چنین ماکسیموس با این دو دوست صمیمی می‌شود و این که با اشرار داخل رستوران معروفی در شهر نیز رفیق صمیمی می‌شوند. وقتی مادرش از سفر برمی‌گردد، متوجه تاج و نبودن راپانزل می‌شود و سعی می‌کند با گول‌زدن دوستان یوجین او را کشته و راپانزل را اسیر کند. آن‌ها به شهر می‌رسند و شب هنگام پرواز بالن‌ها آن‌ها را مشاهده می‌کنند. هم‌چنین راپانزل در شهر با دیدن عکس شاهدخت گم‌شده متوجه شباهت خود به او می‌شود. اما در ادامه به توطئه نامادری راپانزل یوجین دستگیر می‌شود. راپانزل و نامادری‌اش به برج برمی‌گردند. مأموران حکومتی قصد دارند تا یوجین را اعدام کنند، ولی دوستانش در رستوران به کمکش می‌آیند و او همراه با ماکسیموس فرار می‌کند و به برج می‌رود. در آن‌جا به ضربهٔ چاقوی نامادری یوجین زخمی می‌شود. راپانزل (که از همهٔ ماجرا و شاهدخت بودنش مطلع شده) به نامادری‌اش می‌گوید که از این‌پس تا آخر عمر با او می‌جنگد و دنبال فرصت برای فرار از دست او می‌گردد، اما اگر اجازه بدهد تا یوجین را درمان کند، او به همراهش می‌رود و تا آخر عمر با او خواهد ماند. او زمانی که می‌خواهد با موهایش وی را درمان کند، یوجین موهایش را با تکه‌ای شیشه می‌بُرَد تا جان راپانزل در امان باشد و همهٔ موهای او قهوه‌ای رنگ می‌شود و نیرویش را از دست می‌دهد. هم‌چنین نامادری‌اش دوباره پیر می‌شود و از پنجره پایین می‌افتد و می‌میرد. یوجین نیز از حال می‌رود و به نظر می‌رسد که مرده‌است و کاری از دست راپانزل برنمی‌آید. زمانی او دارد گریه می‌کند، قطرهٔ اشک راپانزل روی یوجین می‌افتد و یوجین درمان می‌شود. در آخر آن‌دو به پیش شاه و ملکه می‌روند و شاه و ملکه اعلام می‌کنند که شاهدختشان پیدا شده‌است و یوجین و راپانزل نیز با هم ازدواج می‌کنند.

## صداپیشه‌ها
- مندی مور – راپانزل[۳][۴]
  - دیلینی رز استین – راپانزل جوان[۵]
- زکری لی‌وای – فلین رایدر / یوجین فیتزربرت[۳][۴]
- دونا مورفی – مادر گاتل[۶]
- براد گرت – اوباش با دست آهنی[۵]
- ران پرلمن – برادر استابینگتون[۵]
- جفری تامبر - اوباش دماغ بزرگ[۵]
- ریچارد کیل – ولاد[۵]
- ام.سی. گینی - کاپیتان گارد[۵]
- پل اف. تامپکینز – تبه‌کار قد کوچک[۵]

## بازی ویدئویی
یک بازی ویدیویی بر اساس این فیلم در ۲۳ نوامبر ۲۰۱۰ برای پلتفرم‌های نینتندو دی‌اس، وی و پی‌سی توسط استودیو دیزنی اینتراکتیو منتشر شد.
دنیایی بر اساس این فیلم، پادشاهی کرونا، در کینگدم هارتس ۳ ظاهر می‌شود که در ۲۹ ژانویه ۲۰۱۹ (ایالات متحده آمریکا) برای پلی‌استیشن ۴ و اکس‌باکس وان منتشر شد. بازی در طول وقایع فیلم اتفاق می‌افتد.

## فیلم کوتاه
گیسوکمند تا ابد دنبالهٔ کوتاهی است که در سال ۲۰۱۲ منتشر شد. داستان در مورد عروسی راپانزل و یوجین است. پاسکال و ماکسیموس حلقه‌های ازدواج را گم می‌کنند و به تعقیب آن‌ها می‌روند و در طول راه خسارت‌های جانبی زیادی به بار می‌آورند.

## موزیکال
یک اقتباس صحنهٔ خلاصه شده با عنوان گیسوکمند: موزیکال در نوامبر ۲۰۱۵ بر روی دزنی مجیک بر روی دیزنی کروز لاین به نمایش درآمد، که شامل سه ترانهٔ جدید نوشته شده توسط آلن منکن و گلن اسلیتر بود.

## دنباله بلند و سریال تلویزیونی
روی کانلی سازندهٔ گیسوکمند در دسامبر ۲۰۱۴ خاطر نشان کرد که تیم تولید «به شدت تحت فشار» برای ساخت یک دنبالهٔ بلند به فیلم بودند، اما زمانی که نویسندگان و کارگردانان با هم برای توسعه آن گرد هم آمدند، متوجه شدند، «او موهایش را کوتاه کرد، داستان تمام شد!» کانلی توضیح داد که در دیزنی تحت نظر لستر، همیشه این فیلمسازان هستند که تصمیم می‌گیرند که آیا برای ساخت یک دنباله آماده هستند یا خیر. در ژانویه ۲۰۱۵، کانلی دوباره توضیح مشابهی را ارائه کرد که روی این موضوع فشار داده شده و همچنین اشاره کرد که کارگردانان گرنو و هوارد در نهایت «علاقه‌ای» به ادامه داستان نداشتند. بدون در نظر گرفتن، گیسوکمند: پیش از تا ابد، یک فیلم تلویزیونی بین فیلم بلند و فیلم کوتاه گیسوکمند تا ابد که در ۱۰ مارس ۲۰۱۷ پخش شد و به عنوان مقدمه ای برای یک مجموعه تلویزیونی ادامه یافت، ماجراجویی راپانزل گیسوکمند بود که در ۲۴ مارس ۲۰۱۷ در شبکهٔ دیزنی به مدت سه فصل و شصت قسمت تا مارس ۲۰۲۰ پخش شد.
در ماه مه ۲۰۲۰، هانا شاو-ویلیامز از اسکرین رنت پرسید که آیا موفقیت این فیلم به دنباله‌ای منجر می‌شود (به غیر از فیلم کوتاه گیسوکمند تا ابد). با بیان اینکه هیچ خبری از توسعه فعال آن نیست، او خاطرنشان کرد که دیزنی در حال «توسعه یک فیلم لایو اکشن دربارهٔ راپانزل» است و اظهار داشت که چندین سال طول می‌کشد تا یک فیلم احتمالی به سینماها برسد.